# Ana Pardo de Vera
Œuvres principales
- En la maleta de Zapatero

Ana Pardo de Vera née en 1974 à Lugo est une journaliste et rédactrice en chef espagnole du journal en ligne Público depuis 2006

## Biographie
Pardo de Vera est diplômé en philologie espagnole, titulaire d'une maîtrise en communication et études des médias et a étudié les sciences politiques et la sociologie à l'Université nationale d'enseignement à distance. Elle a écrit dans plusieurs médias tels que Diario 16, La Voz de Galicia, Tiempo et El Siglo de Europa et a collaboré à diverses émissions de radio et de télévision. En 2007, elle a aidé à fonder le journal Público.
Pendant le gouvernement de José Luis Rodriguez Zapatero, elle a été conseillère en communication pour les Ministères de la Défense, de l'Industrie, du Tourisme et du Commerce et la Vice-Présidence de la Politique Territoriale.

## Livre
- En la maleta de Zapatero, 2013[5].